# Paraclete Waterfall
Der Paraclete Waterfall ist ein Wasserfall auf der Karibikinsel Grenada.

## Geographie
Der Wasserfall ist einer der abgelegensten Wasserfälle in Grenada, am Osthang des Barique, bei Paraclete im Nordwesten des Parish Saint Andrew.